# Prisca theologia
Prisca theologia staat voor een soort universele wijsheid die zou zijn voorafgegaan aan de christelijke traditie. De openbaring van deze wijsheid wordt traditioneel toegeschreven aan de mythische filosoof Hermes Trismegistus.
Heel wat christelijke auteurs, waaronder Lactantius, Augustinus, Giordano Bruno, Marsilio Ficino, Campanella en Giovanni Pico della Mirandola beschouwden Hermes Trismegistus als een wijze heidense profeet die de komst van het christendom had voorzien. Zij geloofden in een 'Prisca Theologia', de doctrine dat er één enkele, ware theologie bestaat die alle andere religies verbindt, die in de oudheid door God aan de mens gegeven werd. Om deze prisca theologia te bewijzen, adapteerden de christenen de hermetische leringen voor hun eigen doeleinden. Hermes Trismegistus werd in deze interpretatie van de christelijke kerk ofwel een tijdgenoot van Mozes, of een afstammeling, derde in lijn, van mannen met de naam 'Hermes': Henoch, Noach en de Egyptische priester-koning bekend onder de naam Hermes Trismegistus of 'drievoudig grote' (als priester, als filosoof en als koning).
Deze laatste uitleg over hoe Hermes Trismegistus aan zijn naam "Drievoudig grote" kwam is afgeleid uit verklaringen gevonden in de Smaragden Tafel van Hermes Trismegistus, waarin gesteld wordt dat hij 'de drie delen van de wijsheid in het gehele universum kent'. Die drie delen van de wijsheid zijn: alchemie, astrologie en theürgie. In de Pymander (hoofdstuk in het Corpus Hermeticum) waaruit Marsilio Ficino zijn mening vormde, staat: 'ze noemden hem Trismegistus omdat hij de grootste filosoof, en de grootste priester en de grootste koning was.'